# Algemene Federatie van Vakverenigingen van Korea
De Algemene Federatie van Vakverenigingen van Korea (Koreaans: 조선직업총동맹) is een op 30 november 1945 opgerichte federatie van vakverenigingen en beroepsorganisaties in de Democratische Volksrepubliek Korea (Noord-Korea). De Federatie is gelinkt aan de Koreaanse Arbeiderspartij en buiten de Algemene Federatie van Vakverenigingen mogen er geen onafhankelijke vakbonden bestaan. Samen met de Kimilsungistische-Kimjongilistische Jeugdliga, de Socialistische Vrouwenunie van Korea en de Unie van Landarbeiders van Korea behoort de Algemene Federatie van Vakverenigingen tot de vier belangrijkste massaorganisaties in Noord-Korea.

## Geschiedenis
Op 30 november 1945 werd in het noordelijke deel van het Koreaanse schiereiland de Algemene Federatie van Vakverenigingen van Korea opgericht als overkoepelende vakfederatie voor alle Noord-Koreanen, en niet alleen voor leden van de communistische partij. Op 2 mei 1947 sloot de Federatie zich aan bij de Wereldfederatie van Vakverenigingen en in 1951 werd de huidige benaming aangenomen. 
De Algemene Federatie van Vakverenigingen is in de loop der jaren volledig onder controle gebracht van Koreaanse Arbeiderspartij. Lidmaatschap van een bij de Federatie aangesloten vakbond is niet per se verplicht, maar brengt wel enige voordelen met zich mee. Vanaf de leeftijd van 30 jaar kan men toetreden. Een vakfederatie is westerse zin is de Federatie niet; de organisatie heeft vooral tot taak haar leden te onderwijzen in de Juche. Er zijn rond de anderhalf miljoen Noord-Koreanen lid van de Federatie.
Net als alle andere massaorganisaties in Noord-Korea is de Algemene Federatie van Vakverenigingen aangesloten bij het Democratisch Front voor de Hereniging van het Vaderland.
Sinds 1948 is Rodongja Sinmun het orgaan van de Federatie.